# Попільнянський ліс
Попільня́нський ліс — лісовий заказник місцевого значення в Україні. Розташований у межах Попільнянського району Житомирської області, на захід від села Квітневе. 
Площа 5,8 га. Статус надано згідно з рішенням Житомирського облвиконкому від 20.11.1967 року № 610. Перебуває у віданні ДП «Попільнянське ЛГ» (Попільнянське лісництво, кв. 20, вид. 12). 
Статус присвоєно з метою охорони частини лісового масиву з унікальним дубовим насадженням віком понад 160 років.